# 日本証券金融
日本証券金融株式会社（にほんしょうけんきんゆう、英語: Japan Securities Finance Co., Ltd.）は、信用取引の株券の貸付け、資金貸付けを行う証券金融会社で唯一現存する。信託銀行（日証金信託銀行）を兼営している。
日銀特融の窓口でもある。

## 沿革
- 1927年（昭和2年）7月 - 設立。
- 1943年（昭和18年）9月 - 東京証券株式会社に商号を変更。
- 1949年（昭和24年）12月 - 日本証券金融株式会社に商号変更。
- 1950年（昭和25年）2月 - 創業（証券金融会社として新発足）。
- 1951年（昭和26年）6月 - 貸借取引貸付を開始。
- 1998年（平成10年）11月 - 日証金信託銀行を設立。
- 2002年　2月 - 国債等の新現先取引の取り扱い開始。

- 2007年（平成19年）12月 - 品貸入札における不公正な調整にて行政処分。
- 2008年（平成20年）3月 - 日証金信託銀行が保有する債券が大幅に値下がり、評価損が発生。設立来の赤字に転落。
- 2013年（平成25年）7月 - 大阪証券金融株式会社を吸収合併[2]。
- 2017年 - 名古屋証券取引所における貸借取引業務を開始。